# Território Antártico Britânico
O Território Antártico Britânico (AO 1945: Território Antárctico Britânico; British Antarctic Territory (BAT) em inglês) é um território que o Reino Unido considera um território ultramarino britânico. Ocupa zonas reclamadas também pela Argentina e o Chile. A região reivindicada pelo Reino Unido tem cerca de 1.709.400 km².
Desde 3 de Março de 1962, o governo britânico tem designado um comissário, apontado pelo Departamento de Relações Externas do Reino Unido, para administrar o território.
O Território Antártico Britânico, que o Reino Unido reivindicou pela primeira vez em 1908, forma uma cunha triangular com o vértice no Polo Sul, e tem uma extensão superior a um milhão de quilômetros quadrados.
Possui bandeira própria e tem como modelo as demais bandeiras dos territórios britânicos, ostentando em um quadrado superior a bandeira britânica, sob um fundo branco no qual está o brasão de armas do território, com um leão (símbolo heráldico inglês) e um pinguim (simbolizando a Antártica).
A bandeira deve ser hasteada nas bases britânicas antárticas no lugar da bandeira britânica, e também na sede do Centro Britânico de Pesquisas Antárticas, em Cambridge, Inglaterra.

## História
Durante a chamada Idade Heroica da Exploração Antártica, oito expedições britânicas foram realizadas com o objetivo de explorar a região polar, alcançar o Polo Sul e reivindicar o território para o Reino Unido, iniciando em 1898 com a expedição Southern Cross e terminando em 1922 com a expedição Quest. Nesse período foram estabelecidos os primeiros postos científicos rudimentares na região. Durante a Expedição Terra Nova (1910-1913), cinco britânicos morreram devido às condições climáticas extremas, inclusive o líder do grupo, o capitão Robert Falcon Scott, na viagem de regresso após haverem alcançado o Polo Sul, apenas 33 dias depois do norueguês Amundsen ter sido o primeiro a conseguir o feito. A Expedição Transantártica Imperial, liderada por Ernest Shackleton, tentou realizar a primeira travessia do continente, de mar a mar, passando pelo Polo Sul, porém o navio afundou depois de ter ficado preso no gelo durante meses, à deriva; com muito esforço, a tripulação conseguiu se salvar, chegando às ilhas Geórgia do Sul.
Durante a Segunda Guerra Mundial, três bases científicas britânicas permanentes foram instaladas na Antártica, por meio da Operação Tabarin, entre 1943 e 1945, que tinha como objetivo trazer segurança às embarcações aliadas na região, e ao mesmo tempo evitar incursões nazistas no continente antártico, tais como as de aeronaves alemãs que lançavam marcos com suásticas em direção ao solo com o objetivo de reivindicar o território para o Terceiro Reich (vide Nova Suábia); a operação também fazia frente à Argentina, que vinha se manifestando favorável à Alemanha Nazista no contexto da guerra.

## Pesquisa Científica
Atualmente, o órgão científico incumbido de coordenar os estudos científicos britânicos no continente, denominado British Antarctic Survey (Pesquisa Antártica Britânica), é um dos que produzem o maior volume de pesquisa científica dentre os países que possuem base na Antártida, recebendo um orçamento anual de mais de quarenta milhões de libras esterlinas, destinado ao custeio de equipamentos para pesquisa e à manutenção das cinco bases operacionais, que contam com cerca de quatrocentos e cinquenta cientistas. Uma das descobertas científicas mais notáveis realizadas pelas bases britânicas foi a da ocorrência de rarefação da camada de ozônio na região polar, mais conhecida como o "buraco na camada de ozônio". Além disso, têm-se conduzido muitos estudos sobre o aquecimento global e o derretimento do gelo polar.

## População
A população permanente é de cerca de 200 pessoas, na sua maior parte cientistas e pesquisadores, ela varia muito durante todo o ano, podendo chegar a 1000 habitantes no período mais quente do verão.

## Disputa Territorial

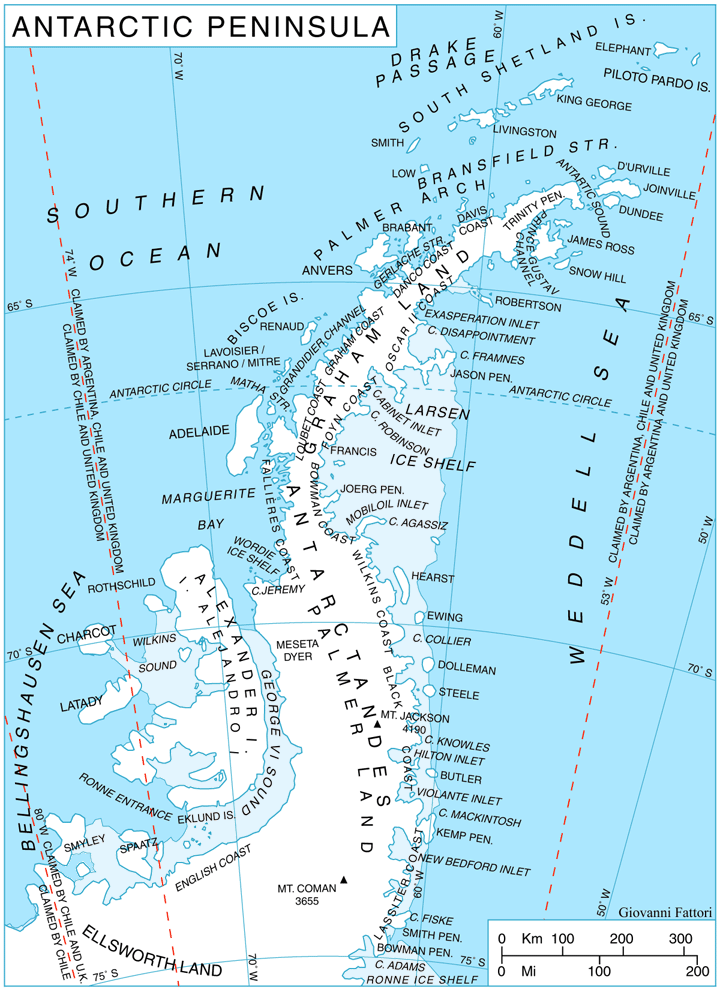
Mapa da Península Antártica mostrando os limites das áreas de interesse da Argentina, do Chile e do Reino Unido.

O território que o Reino Unido reivindica sobrepõe os territórios antárticos da  Argentina e do Chile e o território de interesse do Brasil, conhecido como Antártica Brasileira e inclui a Península Antártica, a Terra de Graham as Ilhas Shetland do Sul (Incluindo a Ilha Rei George, onde se localiza a maioria das bases científicas na Antártida) e o Mar de Weddell. 
A Argentina e o Chile postulam que, por serem os países mais próximos do continente, teriam direito às porções mais próximas de seu território, baseando-se parcialmente no entendimento que veio a ser conhecido como teoria da defrontação. Os territórios reivindicados por ambos os países, entretanto, coincidem entre si, além de coincidirem com o território já dantes reivindicado pelo Reino Unido.
Por outro lado, a justificativa histórica da reivindicação britânica sobre o território antártico consiste nos esforços pioneiros empreendidos na exploração do continente antártico antes e durante a chamada Idade Heroica da Exploração da Antártica (1897-1922), quando o Reino Unido enviou diversas expedições para explorar o continente. Dentre as oito nações que enviaram missões exploratórias à Antártica no fim do século XIX e início do século XX, o Reino Unido destaca-se por ter enviado oito das dezessete expedições, ao passo que a França enviou duas, a Alemanha outras duas, enquanto a Bélgica, a Suécia, o Japão, a Noruega e a Austrália enviaram uma expedição cada. Já a Argentina, o Chile e o Brasil não participaram da exploração antártica, embora navios argentinos e chilenos já navegassem pelos mares próximos. 